# 28 Мая (станция метро)
«28 Мая» (азерб. 28 May) — узловая станция первой (Красной) линии Бакинского метрополитена и второй (Зелёной) линии Бакинского метрополитена. 

## Общие сведения
Станция открыта 6 ноября 1967 года в составе первой очереди «Ичери Шехер» — «Нариман Нариманов». 
Изначально она называлась «28 апреля», так как 28 апреля 1920 года в Азербайджане была установлена советская власть. После восстановления независимости, с 1992 года в Азербайджане 28 мая начали отмечать День Республики, в связи с чем название было заменено на «28 Мая».
Цель постройки станции заключается в том, чтобы, отделив линию «Шах Исмаил Хатаи» — «Дарнагюль» от линии «Ичери Шехер» — «Ази Асланов», организовать эксплуатацию обоих маршрутов. 
Длина наклонного хода до станции составляет 167 метров.
При подъезде к станции в вагонах звучит фрагмент из национального мугама «Карабахская шикесте».
От перрона станции поезда метро следуют в четырёх направлениях: к станциям «Ичери Шехер», «Дарнагюль», в одну сторону и в другую: «Бакмил» и «Ази Асланов». Также, со станции «28 Мая» осуществляется пересадка на станцию «Джаффар Джаббарлы», откуда отправляются поезда до станции «Шах Исмаил Хатаи». 
30 декабря 2009 года на станции был открыт второй выход в город и переход на станцию «Джафар Джаббарлы». В комплекс второго выхода входят вестибюль и подземный переход.

## Описание
Станция создаёт единый архитектурный стиль с Бакинским железнодорожным вокзалом и площадью. 
На фасаде станции расположено панно, на котором изображено развитие транспорта — «от колеса до ракеты». 
У входной арки — эмблема из чеканного металла: три руки, сжатые в крепком рукопожатии, символ братства закавказских республик, по другую сторону — ключ города. 
В центральном зале станции на торцевой стене раньше был изображён стилизованный герб города: морская волна и три факела. Его заменило мозаичное панно с изображением Мамеда Эмина Расулзаде на фоне азербайджанского триколора. 
Над изображением написано: «Однажды вознесшийся флаг уже никогда не опустится». 
Пол станции выложен красным гранитом с чёрным рисунком. Это создаёт впечатление национального ковра. Пилоны и стены тоннеля у перрона облицованы бело-голубым уральским мрамором «Уфалей».